# Bruchsal
Bruchsal är en stad i Landkreis Karlsruhe i regionen Mittlerer Oberrhein i Regierungsbezirk Karlsruhe i förbundslandet Baden-Württemberg i Tyskland, norr om Karlsruhe. Folkmängden uppgår till cirka 47 000 invånare, på en yta av 93 kvadratkilometer. Staden ingår i kommunalförbundet Bruchsal tillsammans med kommunerna  Forst, Hambrücken och Karlsdorf-Neuthard.

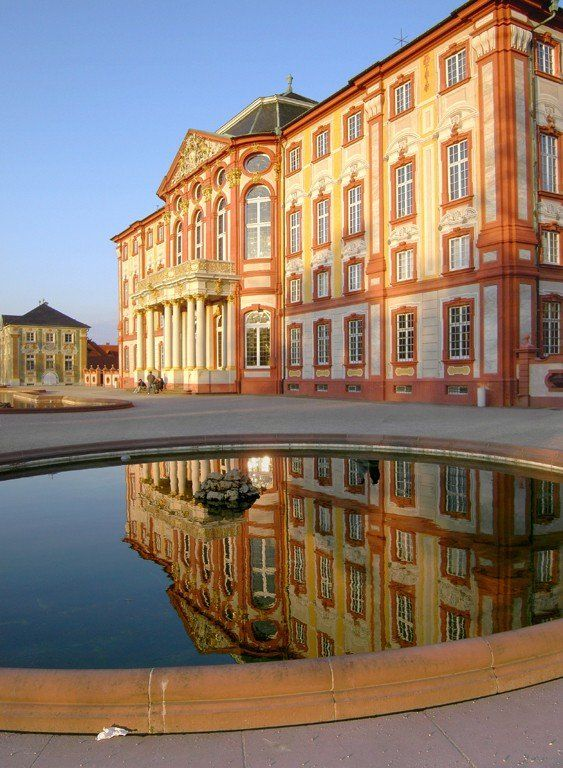
Slottet i Bruchal.

Bruchsal omtalas första gången på 900-talet och erhöll stadsrättigheter 1248. I slutet av 1800-talet och början av 1900-talet var Bruchsal en viktig industristad och järnvägsknutpunkt. Slottet i Bruchsal uppfördes för kardinal von Schönborn på 1730-talet av Balthasar Neumann i rokoko och försågs med takmålningar av Januarius Zick. Under andra världskriget lades slottet till stora delar i ruiner.